# おしくじり
おしくじりは山梨県の郷土料理。かぼちゃの煮物に水に溶いた小麦粉でとろみをつけた料理。

## 概要
主に南アルプス市や富士川町など、特に増穂の地域に伝わる郷土料理。水利が悪く稲作をすることが難しい地域では米のかわりとしても食べられていた。
主食や主菜にもなり、小麦粉を入れることによって全体の量を増やすことができるため、かつては多忙な農家の料理として重宝された。

## 語源
あるほかの料理を作ろうとしたときに失敗してしまった（しくじった）ものが意外と美味しかったことからこう呼ばれたとされる。

## 作り方
ワタを取り除いたかぼちゃを3センチメートル程の大きさに切る。
かぼちゃを鍋に入れて、充分な量のだし汁を入れる。鍋を火にかけ、かぼちゃがやわらかくなるまで煮る。
鍋に火が付いた状態で水で溶いた小麦粉と砂糖、塩を入れてよくかき混ぜる。